# Jarmila Králíčková
Jarmila Králíčková (Prága, 1944. május 11. –) olimpiai ezüstérmes csehszlovák válogatott cseh gyeplabdázó, kapus.

## Pályafutása
Tízévesen atletizálni kezdett, majd a gyeplabdázására váltott. 1961 és 1986 között a Slavia Praha játékosa volt, ahol 11 csehszlovák bajnoki címet szerzett.
1968 és 1982 között szerepelt a csehszlovák nemzeti csapatban. Tagja volt az 1970-es bajnokcsapatnak. Tagja volt az 1980-as moszkvai olimpián ezüstérmes csehszlovák válogatottnak.
1981 és 1989 között a Csehszlovák Olimpiai Bizottságban a gyeplabda képviselője volt. 1987-ben a Csehszlovák Olimpiai Klub tagja lett.

## Sikerei, díjai
- Olimpiai játékok
  - ezüstérmes: 1980, Moszkva